# Italo Svevo
Italo Svevo, littéralement « Italien Souabe », nom de plume d'Ettore Schmitz, né Aronne Ettore Schmitz le 19 décembre 1861 à Trieste et mort le 13 septembre 1928  à Motta di Livenza, près de Trévise, est un écrivain italien. Italo Svevo est considéré comme l'un des plus grands romanciers du XXe siècle. Son œuvre est traduite dans une vingtaine de langues.

## Biographie

### Origines familiales
Ettore naît à Trieste en 1861, d'un père juif allemand, Franz Schmitz (Raffaele dit Francesco, né à Trieste en 1829), dont la famille était arrivée de Rhénanie et de Hongrie et d'une mère italienne de meilleure condition, Allegra Moravia (?-1895), fille de bouchers originaires d’Ancône, installés dans le Frioul et issue de la communauté juive de Trieste, venue de Vénétie,. Son grand-père paternel est Abraham Adolf devenu Abramo Adolfo Schmitz, né à Köpfchen ou Köpcsény dans le « Burgenland » de la Hongrie historique et venant de la vallée rhénane,. Il gagne d'abord Trévise en Vénétie où il épouse une coreligionnaire italienne, Rosa Paolina Macerata, puis se rend brièvement à Trieste pour repartir s’installer à Vienne où une crise financière le ruina définitivement vers 1842.
Avec cette enfance très pauvre, le jeune Francesco Schmitz qui commença comme marchand de rue à treize ans, dut se débrouiller pour trouver son chemin, vécut des aventures mouvementées et risqua sa vie en se trouvant mêlé aux troubles révolutionnaires de 1848,. Revenu à Trieste après ces péripéties, devenu avisé, il se lance dans le commerce de verrerie et installe son entreprise dans le quartier populaire de Cavana, au cœur de la la città vecchia, vieille ville de Trieste, qui deviendra florissante. Cette ville fait alors partie de l'Empire austro-hongrois et le restera jusqu'à la fin de la Première Guerre mondiale.

### Enfance et études

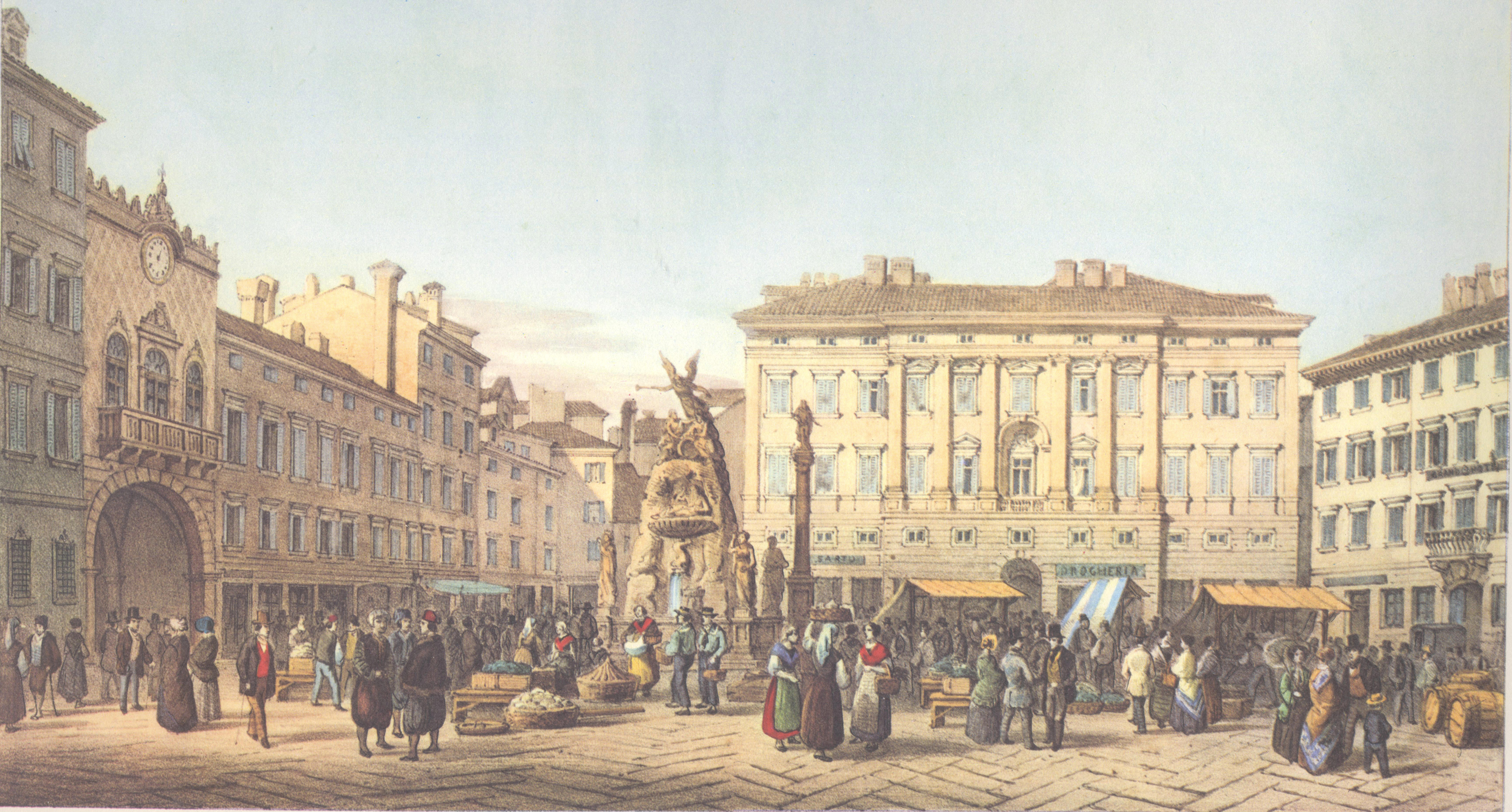
La Piazza Grande à Trieste, dessin de Marco Moro, 1854

Sur seize grossesses abouties, le couple Francesco et Allegra Schmitz donne naissance à huit enfants qui survivent auxquels il attribue des prénoms majoritairement italiens et chrétiens : Natalia, parfois indiquée comme Natascia (1854-1930), Paola (1856-1922), Noemi (1857-1879), Ortensia (1859-1897), Adolfo (1860-1918), Ettore (1861-1928) inscrit « Aronne Ettore » dans le registre de la synagogue à la date du 20 février, Elio (1863-1886) et Ottavio (1872-1957). La « famille est alors installée dans un vaste appartement bourgeois, au troisième étage d’un immeuble situé 12 via dell’Acquedotto, aujourd’hui 16 viale XX Settembre » et jouit de conditions de vie agréables. La mère Allegra est tendre, douce et dévouée à sa famille tandis que le père Francesco, homme énergique, autoritaire, très travailleur est d'une honnêteté scrupuleuse et ne s'intéresse qu'à ses affaires. Il est en outre un membre bienfaiteur de la communauté juive et subvient également aux besoins pécuniaires d’une vaste parenté indigente. La famille est chaleureuse et unie selon tous les témoignages et le souvenir d’une enfance « très heureuse » émerge du Profil autobiographique de Svevo. À la maison, dans une atmosphère de gaîté, on parle le dialecte triestin (variante du vénitien) ainsi que l'italien et on pratique un judaïsme peu rigoureux.
Les garçons Schmitz ainsi que leurs cousins sont inscrits à l’école hébraïque (talmud Torah) qui dépend de la petite synagogue de via del Monte, dirigée par le vénérable et érudit rabbin Sabato Raffaele Melli,. Ensuite, les frères Schmitz fréquentent un établissement israélite privé, proche de la demeure familiale, via della Legna, aujourd’hui via Gallina, tenu par le pédagogue Emanuele Edels ou Erdeles, où un enseignement commercial préparatoire vise à en faire de futurs employés de bureau appliqués.
À l'âge de 12 ans en 1873, Ettore est envoyé avec son frère Adolfo (Elio les rejoint plus tard et en repartira pour raison médicale) dans la section commerciale d'un internat à Segnitz, près de Wurtzbourg, en Bavière, l'Institut Brüssel. Leur père, à la fois fervent patriote italien et admiratif de la culture allemande, estimait en effet qu'il était nécessaire de bien connaître l'allemand pour devenir négociant, particulièrement à Trieste au cours de la deuxième moitié du XIXe siècle. Ettore assimile rapidement cette langue allemande qu'il n'appréciait pas et apprend également le français, l'italien et l'anglais ; il découvre les grands penseurs allemands, Goethe, Schiller, Heine ou Arthur Schopenhauer, et s'enthousiasme pour la traduction allemande de Hamlet de Shakespeare, qu'il apprend par cœur, et lit d'autres ouvrages de Jean Paul Richter, des classiques français et russes. Son frère rapporte qu'Ettore déclare que « Schiller était le plus grand génie du monde ». Il reste cinq années dans ce pensionnat, ne revenant à Trieste que lors de brèves vacances. L'Avvenire dei ricordi (1925) de Svevo raconte justement le voyage de parents emmenant deux fils de Trieste (dont l'un fume beaucoup) à leur collège de Wurtzbourg alors qu'un troisième est malade.
De sa nombreuse fratrie, c'est son cadet Elio dont Ettore se sent le plus proche. Ce frère né après lui, qui lui a peut-être « volé » la place de benjamin de la famille, enfant et adolescent à la santé toujours fragile et au tempérament sensible d'artiste, a tenu un journal intime qui lui a survécu après sa mort précoce à 22 ans et donne des indications sur Ettore et la famille Schmitz.
De retour à Trieste, en 1878-1879, Ettore est inscrit par son père dont les affaires déclinent dans une école supérieure de commerce, la Fondation Revoltella où, bien plus tard, il donnera lui-même des cours de correspondance commerciale. Même s'il rêve d'aller à Florence, d'y apprendre un italien plus académique dans un parcours désintéressé, de s'adonner à la littérature, il n'a pas la force d'affronter la volonté de son père.

En 1880, Ettore abandonne ses études pour travailler dans la succursale de la banque Union de Vienne comme commis, puisque son père, entrepreneur verrier, a fait faillite, comme le grand-père Abramo avant lui. Il y demeurera dix-huit années et raconte cette période de sa vie dans Una Vita, roman qui se déroule en grande partie dans une banque. 

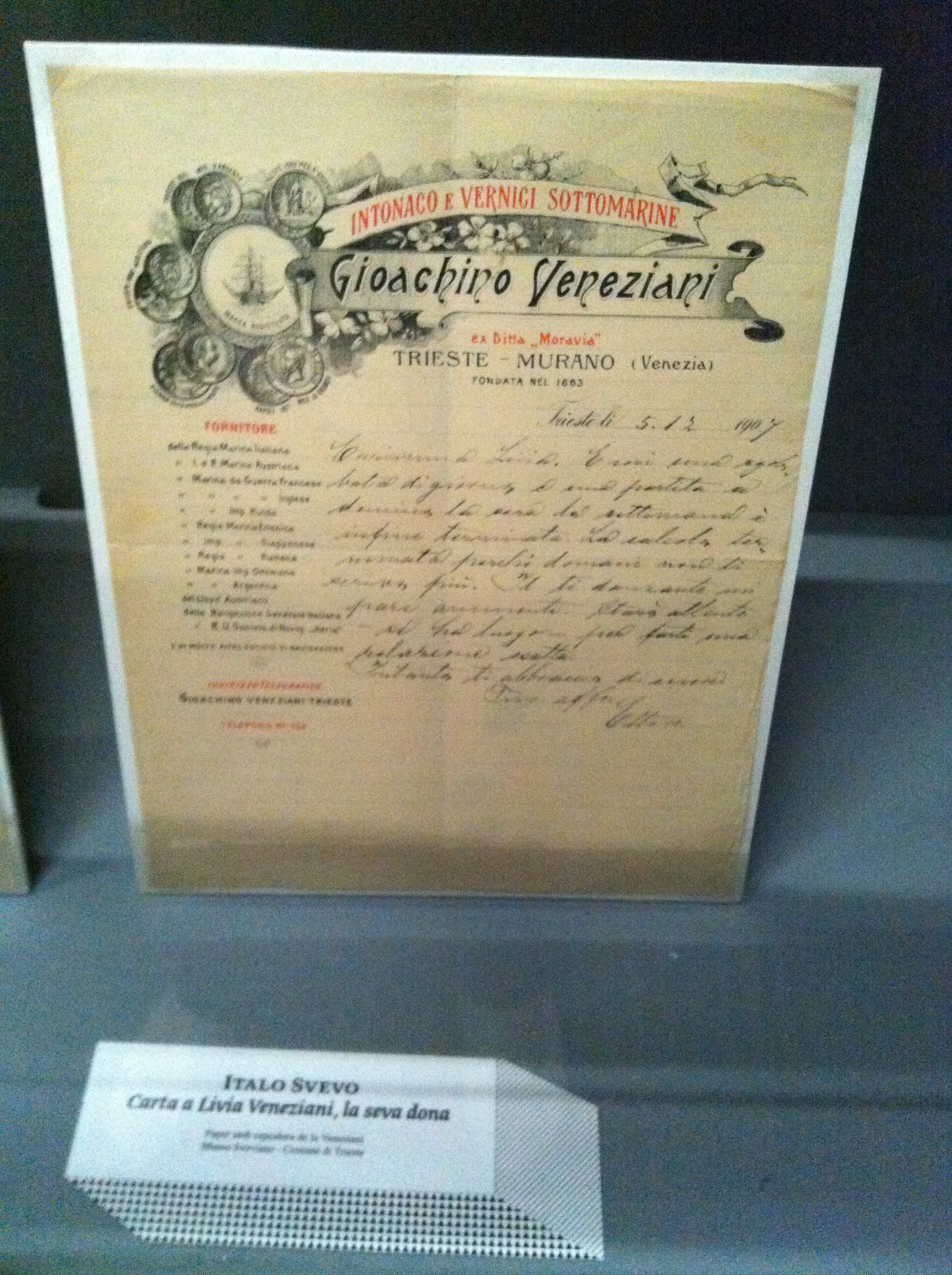
Courrier manuscrit d'Ettore sur papier à entête de l'entreprise de ses beaux-parents, 1907

### Livia Fausta Veneziani
Son épouse était Livia Fausta Veneziani, une cousine éloignée avec laquelle il eut une fille, Letizia, et le restera toute sa vie. Il en parle avec simplicité dans le chapitre écrit en 1897 de « Cronaca di famiglia » : « ...La donna evidentemente bionda che ha l’onore d’essere fotografata al mio fianco si chiamava Livia Fausta Veneziani ed ora, precisamente da un anno, è mia moglie... » (vol. I dell’Opera Omnia, Milano 1966). (« ... La femme clairement blonde qui a l'honneur d'être photographiée à mes côtés s'appelle Livia Fausta Veneziani et désormais, depuis un an exactement, elle est mon épouse... »). Elle publiera une biographie hagiographique de son époux : Vita di mio marito.

### Parcours littéraire
En 1890, paraît sa nouvelle L'Assassinat de la via Belpoggio (en italien, L'assassinio di via Belpoggio) écrite sous le pseudonyme de Ettore Samigli (dérivé italien à travers l'hébreu de shlemilh signifiant « rêveur ») avec lequel il signe aussi des articles de critique littéraire, dramatique et musicale dans le quotidien de tendance nettement irrédentiste « L'Indipendente » à Trieste,. À la même époque, il travaille également « pendant la nuit à la rédaction du Piccolo (autre journal triestin) où il est chargé du dépouillement de la presse étrangère. Il fréquente aussi la société littéraire et artistique de la ville ».
En 1892, il publie sous le pseudonyme d'Italo Svevo et à compte d'auteur Una vita (le premier titre, Un inetto, c'est-à-dire un incapable, un inapte, ayant été refusé par l'éditeur), combinant le roman d'analyse et le roman naturaliste. En 1898, il publie aussi à compte d'auteur Senilità, un roman introspectif, cette même année où il épouse le 30 juillet, Livia Veneziani. Cependant, devant l'échec critique et commercial de Senilità, Svevo renonce à la littérature pendant plus de vingt ans, écrit peu et ne publie plus rien,.

Il abandonne alors son emploi à la banque et prend un poste de directeur dans la manufacture de ses beaux-parents, « Gioachino Veneziani » qui fabrique des vernis marine pour coques de bateaux (intonaco e vernici sottomarine), ce qui l'oblige à voyager à travers l'Europe (Autriche, France, Angleterre) et à parfaire son anglais,.

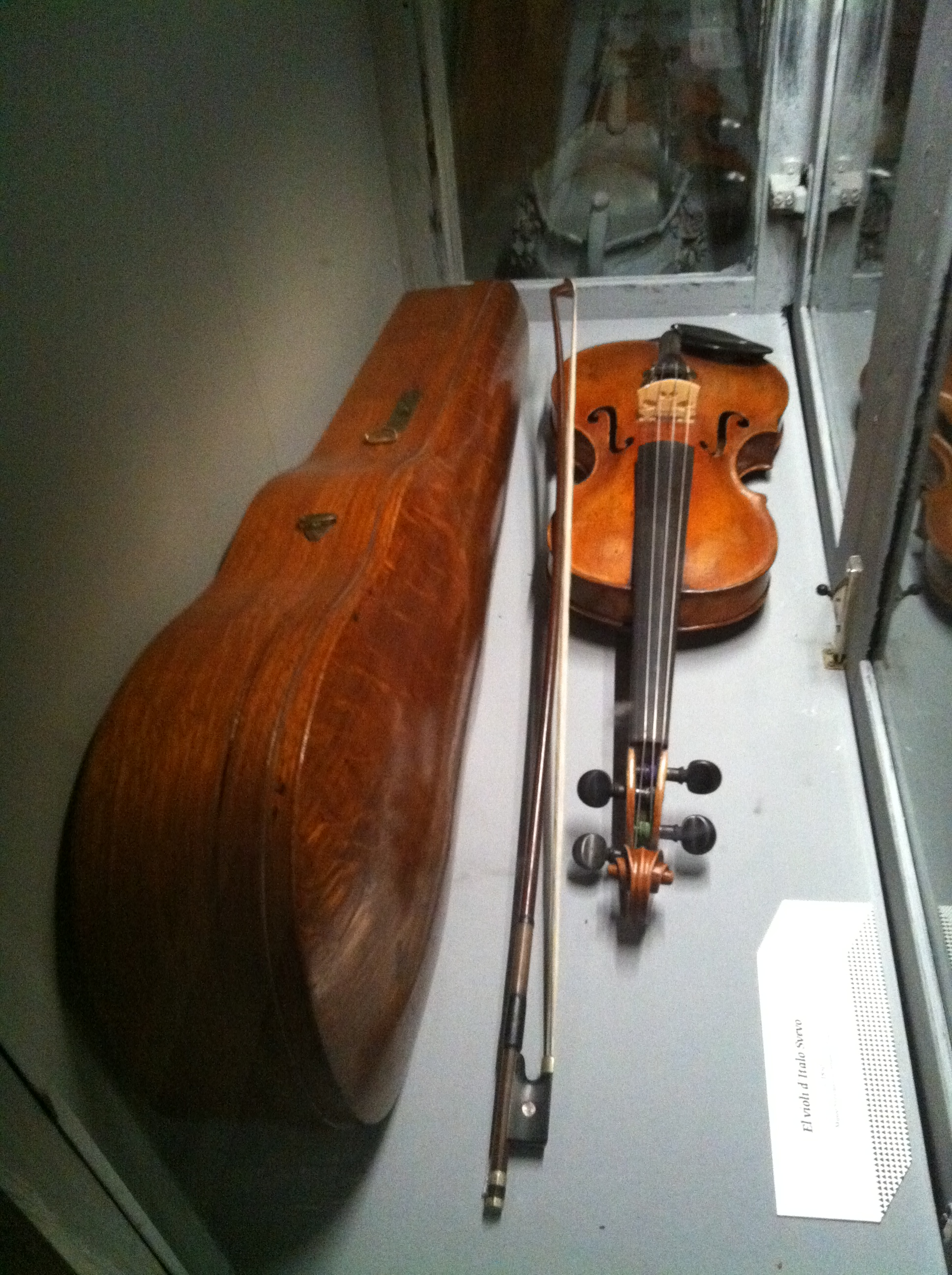
Violon d'Italo Svevo, exposé à Barcelone, 2011

Il rencontre alors le jeune Irlandais James Joyce (« el sior Zoïs » en dialecte local) en 1903, qui sera un temps son professeur d'anglais à l'École Berlitz de Trieste et deviendra son ami. Il lui fait lire Senilità, que Joyce appréciera au point d'en connaître de longs passages par cœur, et celui-ci l'incite à reprendre l'écriture et à entreprendre la rédaction d'un nouveau roman.
Il découvre également, en 1910, la psychanalyse de Sigmund Freud, duquel il entreprend vers 1915 de traduire La Science des rêves qui aura une influence notable sur son œuvre, émaillée d'allusions psychanalytiques, particulièrement son Zeno qui s'en moque ouvertement -  même si Svevo prétendra ne devoir à Freud que « deux ou trois idées »,.
Il se met par ailleurs au violon. La Première guerre mondiale le contraint ensuite à l'inactivité et le conduit de nouveau à la littérature dont Freud. La politique dont il se tient éloigné fait de ce sujet autrichien jusqu'à 57 ans, un italien au rattachement de Trieste à l'Italie en 1918.
Joyce fera de lui le principal modèle du Leopold Bloom d'Ulysse publié entre 1918 et 1922, personnage qui reste à mi-chemin entre sa culture juive d'origine et sa culture chrétienne adoptée, qui déteste la violence, qui marque de l'indifférence pour le nationalisme, et qui adopte un pseudonyme dans sa liaison épistolaire avec sa maîtresse.
En 1923, il connaît la célébrité à 63 ans, notamment en France par l'entremise de Valery Larbaud et de Benjamin Crémieux, fervents laudateurs de son œuvre et en Italie vers 1924-1925, grâce à Eugenio Montale, futur prix Nobel de littérature, avec son œuvre intitulée La Conscience de Zeno (« La Coscienza Di Zeno »). Ces trois auteurs signent trois articles de revue élogieux en sa faveur durant l'hiver 1925-1926 où ils décèlent dans le romancier triestin un précurseur de Marcel Proust,. Toutefois, les Italiens attachés aux canons de la prose d'art boudent encore son œuvre et persistent à croire qu'elle est mal écrite. Ce roman psychologique publié à compte d'auteur, comportant de nombreuses références autobiographiques, comme son addiction à la cigarette ou son expérience du négoce, se termine avec une phrase sombre et prémonitoire : « Quand les gaz asphyxiants ne suffiront plus, un homme fait comme les autres inventera, dans le secret d'une chambre de ce monde, un explosif en comparaison duquel tous ceux que nous connaissons paraîtront des jeux inoffensifs ». » Il écrit des nouvelles, donne ensuite des conférences puis songe à une suite pour son roman mais il meurt le 13 septembre 1928 des suites d'un accident de voiture sur une route humide et glissante terminée dans un fossé à Motta di Livenza en Vénétie et d'une maladie cardiaque, à 67 ans. Grand fumeur, il demande sur son lit de mort une dernière cigarette, qu'on lui refuse, comme si, par ce dernier acte, il tendait la main à Alfonso Nitti, Emilo Brentani et surtout Zeno, les anti-héros de ses trois grands livres, respectivement Una Vita, Senilità et La Coscienza Di Zeno.
Le 1er octobre 1928, La Nouvelle Revue française publie une note nécrologique signée par Benjamin Crémieux et consacrée à Italo Svevo. Cet hommage tend à souligner l'importance d'un romancier à la carrière littéraire insolite, dont Crémieux avait été l'un des premiers à remarquer le talent.

### Postérité
Ses œuvres sont traduites dans le monde entier et le « cas Svevo » fait encore couler beaucoup d'encre des critiques sur sa valeur technique, humaine et artistique. Il est considéré comme l'un des plus grands romanciers du XXe siècle, aux côtés de Proust ou Joyce, bien qu'il ne connaisse pas leur célébrité.

## Pseudonyme
Aronne Ettore Schmitz n'aimait pas son patronyme avec « ce pauvre "i", fracassé entre trop de consonnes » ; il se choisira donc un nom avec beaucoup de voyelles.
Il adopte en 1892 le pseudonyme d'Italo Svevo (« Italien souabe » en français) qui combine son double héritage culturel. Il est composé des gentilés de l'Italie, son pays de naissance et celui d'origine de la famille de sa mère (Ancône, Trieste, Frioul, Vénétie), et de la Souabe, une région historique d'Allemagne d'où est issue la famille de son père (Köpfchen, Burgenland, Rhénanie) et où l'écrivain a reçu une partie de son enseignement (Wurtzbourg en Bavière).
Étymologiquement, le mot Schwaben (et donc « Souabe ») se déduit du peuple des Suèves (Suevi ou Suebi en latin) un groupe de tribus germaniques mentionnés pour la première fois par l'empereur romain Jules César durant la Guerre des Gaules lors de ses affrontements avec Arioviste en 58 av. J.-C. La gentilité de « Svevo » rapproche et oppose donc à elle seule les Italiens des Germains.
Le nom d'Italo Svevo que l'écrivain se choisit très tôt révèle l'ambiguïté et l'éternelle dualité de sa situation : Autrichien de naissance (jusqu'en 1918), patriote italien de sentiment, Triestin de langue, Allemand de culture. À son « changement de nom », s'ajoute celui de la religion : juif de naissance et catholique par mariage.

## Religion
L'année de la publication de Senilità, en 1898, il épouse Livia Veneziani et, bien qu'agnostique, il se convertit au catholicisme à cette occasion. Il réclamera plus tard des obsèques « sans prêtre ni rabbin » et son épouse l'enterrera dans un carré chrétien. Son testament laisse une part de ses biens à des œuvres caritatives, pour partie juives.
Son œuvre littéraire a d'ailleurs la particularité de ne posséder quasiment aucune référence biblique ou juive ; dans Profil autobiographique, il indique seulement que son père était « assimilé » et ne fait pas allusion à son ascendance hébraïque. Même sa correspondance montre peu de traces juives ; au mieux sont-elles anodines ou dissimulées. Son éloignement progressif de la religion et son agnosticisme peuvent expliquer l'absence de références au judaïsme dans son œuvre, même si la pleine émancipation des Juifs italiens n’eut lieu que tardivement, en 1867, et s'il existait à Trieste comme ailleurs un préjugé antijuif (des manifestations antijuives éclatèrent à Trieste lors de la visite de Karl Lügner, bourgmestre de Vienne, antisémite et démagogue notoire, ou en 1873, après le krach de la Bourse de Vienne). 
Au sujet de Svevo, il faudrait parler, non d'une crainte particulière de l'antisémitisme, mais seulement d'une distance envers la religion ou d'une dissimulation aux ressorts toutefois incertains.

## Honneurs
L'astéroïde (28193) Italosvevo porte son nom.

## Œuvre
- 1877 : L'Avenir de la mémoire
- 1880 : Le roi est mort. Vive le roi !
- 1890 : L'Assassinat de la via Belpoggio, nouvelle
- 1892 : Une vie
- 1896 : Journal d'une fiancée (Diario per la fidanzata), nouvelle
- 1898 : Sénilité (retouché en 1927)

- 1923 : La Conscience de Zeno

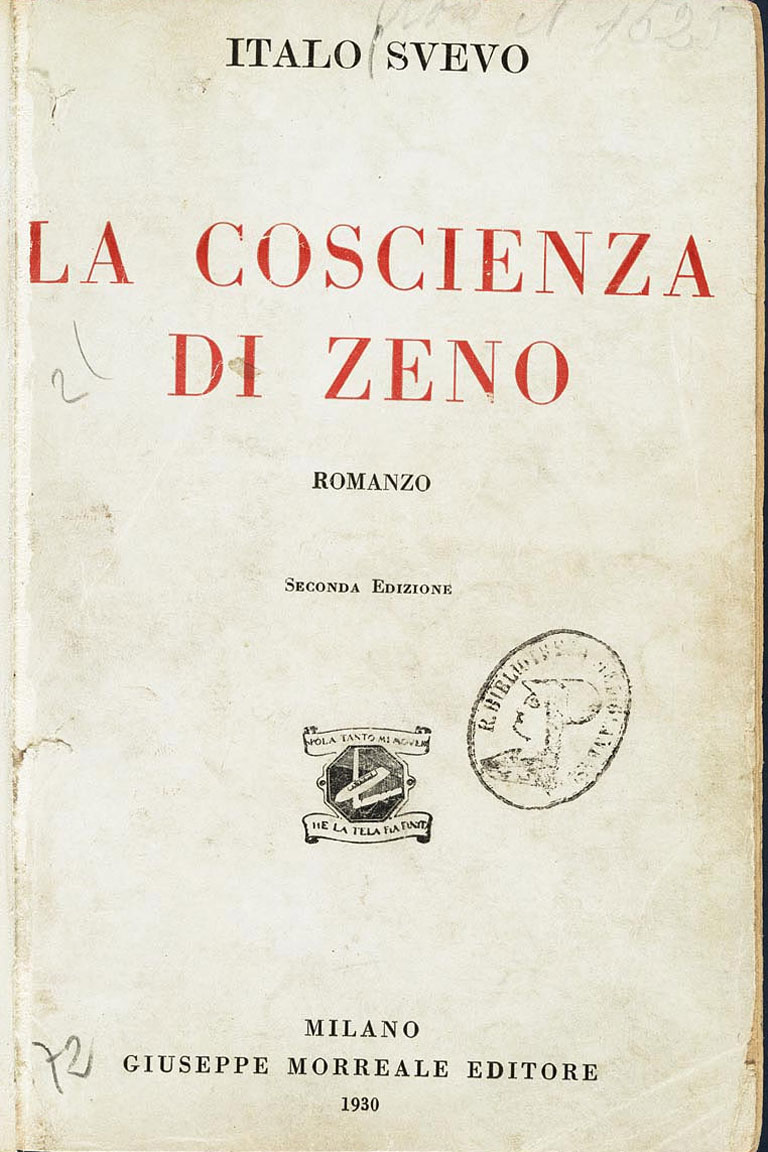
La coscienza di Zeno, Milan, 1930.

- 1925 : L'Avvenire dei ricordi, nouvelle
- 1926 : Le Vin du salut, nouvelle, traduction de Claude Galli, postface de Mario Lavagetto (traduite par Joël Gayraud), Paris, Mille et une nuits, 1994
- 1928 : Profil autobiographique
- Le Vieillard, roman inachevé
- Le Destin des souvenirs, recueil de nouvelles
- Dernières cigarettes, extraits de la correspondance de Svevo
- Ulysse est né à Trieste, conférence sur James Joyce. Traduction de Dino Nessuno. éditions Finitude, 2003
- Correspondance, avec Eugenio Montale. Traduction de Thierry Gillybœuf, Éditions de la Nerthe, 2006
- La vie conjugale, traduction de Thierry Gillybœuf, Rivages, 2008
- Ma paresse, traduction de Thierry Gillybœuf, Allia, 2011
- La Nouvelle du bon vieux et de la belle enfant, traduction de Thierry Gillybœuf, Allia, 2011
- Sur James Joyce (trad. Monique Baccelli), Paris, Allia, 2014, 112 p. (ISBN 9782844857767)
- Le "Quarto", Gallimard, 924 p., contient notamment Une vie, Senilita et La conscience de Zeno
- Fables, traduction Dino Nessuno, éditions Sillage, juin 2010, 48 p.,  (ISBN 978-2-916266-68-8)

Voir aussi l'avant-propos de Svevo à La Conscience de Zeno  (ISBN 2070364399).

### Adaptations à l'écran
- Quand la chair succombe (Senilità) de Mauro Bolognini, 1962.
- Le Dernier Chant de Claude Goretta, 1996, d'après La Nouvelle du bon vieux et de la belle enfant (téléfilm).
- Zeno (Le parole di mio padre) de Francesca Comencini, 2001, d'après La Conscience de Zeno.